# 깃털이끼과
깃털이끼과(Thuidiaceae)는 털깃털이끼목에 속하는 이끼과의 하나이다. 아기방울이끼(Boulaya mittenii)와 깃털이끼(Thuidium kanedae) 등을 포함하고 있다.

## 하위 속
- Abietinella
- 아기방울이끼속 (Boulaya)
- Cyrto-hypnum
- 수염이끼속 (Fauriella) - 수염이끼과로 분류하기도 함.
- Pelekium
- Rauiella
- Thuidiopsis
- 깃털이끼속 (Thuidium)